# Polatbay Berdaliev
Polatbay Turganbekovici Berdaliev (n. 1986, Republica Sovietică Socialistă Uzbecă, URSS) este un violator și criminal în serie uzbec, care, împreună cu complicii săi Abduseit Ormanov și alți doi bărbați neidentificați, a fost responsabil pentru uciderea a 11 femei atât în Uzbekistan, cât și în Kazahstan, între 2011 și 2012. Berdaliev și Ormanov au fost ambii condamnați la închisoare pe viață în ambele țări, în timp ce ceilalți membri ai grupului lor sunt încă căutați.

## Biografie
Berdaliev era considerat un tânăr liniștit, timid și destul de banal. Cu toate acestea, împreună cu bunul său prieten Abduseit Ormanov, a violat colege de clasă, care nu au raportat niciodată cazurile la poliție, deoarece tatăl lui Berdaliev era ofițer. La un moment dat, a fost condamnat pentru jaf în Almatî, primind o pedeapsă de 6 ani de închisoare care urma să fie executată în Colonia Șîmkent. În timp ce era în închisoare, Berdaliev a început să corespondeze cu o femeie cu care s-a căsătorit ulterior, dar cuplul s-a despărțit după ce a fost eliberat condiționat în 2010.
Întorcându-se în Uzbekistan, s-a îndrăgostit de o altă femeie, care i-a devenit iubită. Cuplul a locuit împreună cu rudele lui Berdaliev în Astana, deoarece el dorea să i-o prezinte părinților săi înainte de căsătorie, căsătorie căreia părinții săi i se opuneau vehement. În ciuda acestui fapt, Berdaliev, fiind insistent, i-a convins în cele din urmă și i s-a permis să se căsătorească cu femeia.

## Crimele

### Modul de operare
Amintindu-și constant de violurile din liceu, Berdaliev și-a exprimat în cele din urmă dorința de a „retrăi” experiențele incitante pe care le avusese. Formând un grup cu Abduseit și prietenul lor comun, banda și-a început seria de crime. Modul lor de operare implica ca Berdaliev, care se înțelegea bine cu femeile, să caute autostopiste tinere și singure, prefăcându-se că este șoferul unui taxi privat, un Mercedes negru. Oferindu-le o cursă până la destinație, Berdaliev și victima urcau în mașină, în care Ormanov și ceilalți complici erau deja așezați, prefăcându-se că sunt „clienți”. Apoi conduceau până găseau un drum izolat și pustiu. Sub pretextul că mașina s-a stricat, Berdaliev oprea mașina, iar banda proceda apoi la violarea și strangularea victimei folosind eșarfe, șireturi, pungi de plastic etc. După ce fapta era comisă, decedata era jefuită de toate bunurile sale, iar partea lui Berdaliev era adesea dăruită iubitei și mamei sale sau uneori vândută la case de amanet.

### Crimele din Uzbekistan și schimbarea locului
Banda, operând inițial în Tașkent, a reușit să scape cu uciderea a 7 femei (dintre care două au fost arse), încă neidentificate până în ziua de azi, înainte ca poliția să înceapă să se intereseze de caz. Temându-se că este pe urmele lui, Berdaliev a început să călătorească periodic în regiunea vecină Turkistan din Kazahstan, sub pretextul că lucrează. El bântuia în principal drumul Almatî-Șîmkent, ucigând victima și apoi întorcându-se acasă în Uzbekistan în aceeași zi.

### Crimele din Kazahstan

#### Natalia Pașkova
Pașkova, în vârstă de 29 de ani (menționată și ca „Ekaterina Tișkunova”), a sosit în Șîmkent din Karaganda cu trenul pe 19 decembrie 2011, însoțită de fiica sa de 3 ani și de sora ei. La gară, sora și fiica Nataliei s-au despărțit de ea și au călătorit spre Arîs, în timp ce Pașkova, zâmbitoare, a luat un taxi spre casă, în centrul orașului. A fost văzută ultima dată vorbind cu un șofer de taxi particular și urcând în Mercedesul său negru, dar nu s-a mai întors acasă în viață. Două zile mai târziu, corpul ei a fost descoperit de-a lungul autostrăzii Almatî-Termez, cu semne de luptă violentă. Pașkova fusese violată și apoi strangulată cu șireturile adidașilor săi. Obiectele ei personale, constând într-o valiză, un laptop, cercei de aur și 500 de tenge, lipseau.
Toți șoferii de taxi locali au fost intervievați în acest caz, unii declarând că au văzut-o urcând într-un Mercedes negru. Cu toate acestea, nu s-au efectuat arestări în timpul anchetei, transformând-o rapid într-un caz nerezolvat.

#### Assel Buribaieva
Pe 10 februarie, Buribaieva, în vârstă de 25 de ani (menționată și ca „Aliya Dauletbaeva”), plecase din Sarîagaș cu trenul spre Șîmkent, informându-și soțul despre călătorie prin telefon. Stabilise să se întâlnească cu soțul și fiul ei la intrarea în oraș, dar pentru a ajunge acolo, trebuia să ia un taxi. După un timp, Buribaieva l-a sunat pe soțul ei, spunând că taxiul s-a stricat la aproximativ 30 de kilometri de oraș și că șoferii se ocupă de el. Îngrijorat, soțul ei a încercat să o sfătuiască să schimbe mașina, dar până atunci, ea își închisese deja telefonul. Soțul a așteptat până târziu în noapte înainte de a merge la poliție, dar doar două zile mai târziu, localnicii au descoperit corpul lui Assel într-o stepă de lângă autostradă. Fusese violată și sufocată până la moarte.

#### Saule Isakova
Isakova, în vârstă de 50 de ani, o săteancă din Kazahstanul de Sud, venise de la Astana la Șîmkent și a fost văzută ultima dată luând o mașină de la gară, urcând într-un Mercedes negru. Pe 12 martie, un cioban i-a descoperit corpul. S-a stabilit că Saule fusese strangulată cu propriul ei fular. În plus, bijuteriile, telefonul mobil și aproximativ 35.000 tenge lipseau.

#### Tamara Așerova
În ciuda faptului că știa că cineva ucide femei singure, femeia de 54 de ani din districtul Ordabinskaia se grăbea spre casă în ajunul zilei de 8 martie. Neavând nicio suspiciune, a acceptat o cursă cu Mercedesul negru fără să se gândească de două ori. În aceeași zi, corpul ei a fost găsit de-a lungul autostrăzii. La fel ca Isakova, Așerova fusese jefuită și apoi strangulată.

## Capturarea, procesul și sentința
Simțind presiunea crescândă din cauza numărului tot mai mare de cazuri, autoritățile kazahe au început imediat să intervieveze toți șoferii de taxi locali și străini, precum și să trimită notificări către forțele de poliție din Uzbekistan, Rusia și Kârgâzstan. În cele din urmă, au apărut informații de la autoritățile uzbece, care susțineau că au monitorizat un suspect aflat în provincia Jambyl. Suspectul - Polatbay Berdaliev, închiriase o locuință în Taraz. A fost ținut sub supraveghere timp de două zile înainte de a fi arestat în cele din urmă fără rezistență. După ce a fost reținut, Berdaliev a mărturisit aproape imediat toate crimele, implicându-i și pe Ormanov și pe ceilalți complici. La scurt timp după aceea, Abduseit Ormanov însuși a fost arestat de autorități în Uzbekistan.
Deși nu arăta ca un criminal însetat de sânge, anchetatorii au fost șocați când Berdaliev a descris scenele crimelor până la cele mai mici detalii. O investigație ulterioară a casei părinților săi a scos la iveală o batistă aparținând uneia dintre victime, pe care Berdaliev o dăduse mamei sale. Bijuterii furate au fost găsite și în posesia viitoarei soții a criminalului.
În încercarea de a obține o pedeapsă mai mică, Berdaliev s-a prefăcut traumatizat și plin de remușcări pentru acțiunile sale, dar bluff-ul său a fost demascat de anchetatori. Atât el, cât și Ormanov au fost condamnați la închisoare pe viață pentru viol, jaf și crimă. Berdaliev a fost în cele din urmă extrădat înapoi în țara sa natală, dar acolo îl aștepta aceeași sentință.